# Tradescantia pedicellata
Tradescantia pedicellata är en himmelsblomsväxtart som beskrevs av Celarier. Tradescantia pedicellata ingår i släktet båtblommor, och familjen himmelsblomsväxter. Inga underarter finns listade.